# Grigore de Ravenna
Grigore a fost exarh bizantin de Ravenna între 664 și 677.
Grigore i-a succedat lui Theodor I Calliopas în funcția de exarh de Ravenna. Mandatul său este cunoscut în principal pentru sprijinul acordat arhiepiscopului de Ravenna în confruntarea acestuia cu papalitatea asupra chestiunii independenței mărilor. De asemenea, pe parcursul mandatului său împăratul bizantin Constans al II-lea a invadat sudul Italiei într-o încercare (nereușită) de a-i dizloca pe longobarzi din Italia.
Grigore a fost urmat în funcție de către Theodor al II-lea din 677.